# Tigrane IV
Tigrane IV d'Armenia (fl. I secolo a.C.) è stato un sovrano del regno d'Armenia appartenente alla dinastia Artasside e regnò a fasi alterne (a causa delle lotte intestine del regno) dall'8 a.C. al 5 a.C. e dal 2 a.C. all'1 d.C..

## Biografia
Successore al trono del padre Tigrane IIII, il regno di Tigrane IV segnò il fallimento della politica romana di stabilizzare e garantire il proprio potere in Armenia tramite la protezione della dinastia legittima degli Artassidi. Il fallimento era dovuto parzialmente alle continue ingerenze, dirette e indirette, dei Parti, rivali di Roma, che contendevano al dominatore romano il controllo dell'Armenia e del suo territorio.
Esso segnò anche la fine della dinastia degli Artassidi sul trono del regno d'Armenia. 
Tigrane IV condivise il regno d'Armenia con Erato d'Armenia, sua sorella (in realtà figlia dello stesso padre ma di madre diversa), con la quale si unì in matrimonio. L'unione matrimoniale tra consanguinei era un costume consolidato tra le monarchie ellenistiche d'Oriente, ed aveva lo scopo di mantenere puro il sangue reale.
Sospettando Tigrane IV di tradimento in favore dei Parti, Ottaviano Augusto inviò per la seconda volta Tiberio in Armenia per destituire i due sovrani legittimi e insediare al loro posto un cugino di Tigrane IV con il nome di Artavaside III nel 2 a.C.
Il malcontento creato da questa ingerenza arbitraria dei Romani nella nobiltà armena venne fomentato dai Parti, nel tentativo di ripristinare il controllo sulla regione. Grazie all'appoggio del sovrano partico Fraate IV, Tigrane IV ed Erato fomentarono una sommossa, riottenendo per un breve periodo il trono, ma al termine della quale però cadde vittima lo stesso Tigrane nel 1 a.C., mentre Erato dovette fuggire, probabilmente nell'Impero dei Parti.
La storia tormentata del regno Artasside d'Armenia continuò per un brevissimo lasso di tempo con Erato, sua moglie, che sostenuta dai Parti, risalì sul trono dall'11 al 12, ma terminò definitivamente con il tentativo dell'Impero Romano di instaurare nel regno una nuova dinastia straniera di stirpe Meda con Ariobarzane di Atropatene.